# Propeller (Fahrgeschäft)

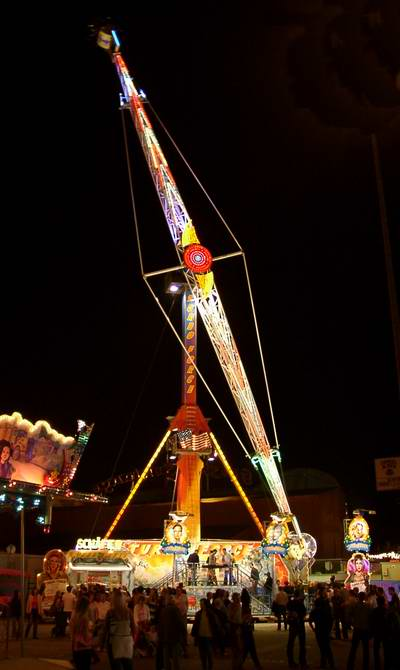
Propeller mit zwei Gondeln. (Turbo Force)

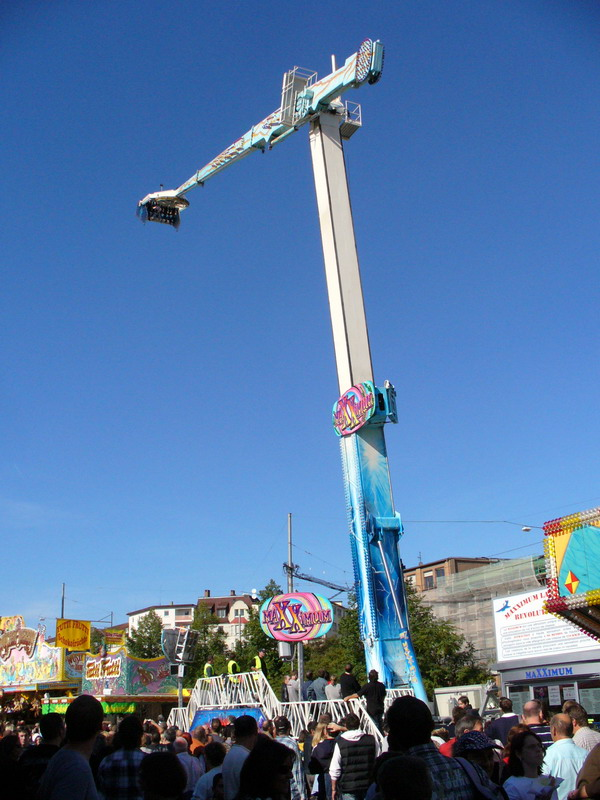
Propeller mit einer Gondel (Maxximum)

Als Propeller wird eine Art von Fahrgeschäft bezeichnet, bei dem sich ein langer Arm frei um eine horizontale Achse dreht. An dessen Ende hängen je nach Ausführung ein oder zwei freischwingende Fahrgastgondeln. Diese Gondeln erreichen je nach Gerät Geschwindigkeiten von bis zu 100 Kilometer pro Stunde und eine Höhe von bis zu 60 Metern über Grund. 
Bei Propellern mit zwei Gondeln hält zwischen den Fahrten die eine Gondel am höchsten Punkt, damit die Fahrgästen der anderen Gondel am unteren Ende des Dreharms ein- und aussteigen können. Ein Propeller bietet eine sehr rasante Fahrt. Ein Nachteil ist seine geringe Fahrgastkapazität, die insbesondere zu Stoßzeiten lange Wartezeiten zur Folge haben kann und den Umsatz begrenzt.

## Produktnamen und Hersteller
- Booster mit zwei Gondeln, in verschiedenen Typen für insgesamt 8 oder 16 Passagiere und bis zu 55 m hoch. Hergestellt von der Fabbri Group aus Bergantino in Italien.[1]
- Capriolo mit einer Gondel für acht Passagiere. Hergestellt von Mondial aus den Niederlanden.[2] Wurde u. a. unter dem Namen Maxximum von dem Schweizer Unternehmen Jolliet betrieben.[3]
- Turbo Force mit zwei Gondeln für je vier Passagiere, der Ausleger ist 20 m lang. Hergestellt von Zamperla aus Altavilla Vicentina in Italien.[4]
- Speed, auch KMG Booster genannt, mit zwei Gondeln für je vier Passagiere. Hergestellt von KMG aus den Niederlanden.[5]